# Sodom
Sodom és un grup alemany de thrash metal format el 1981 a Gelsenkirchen. Ençà la seva creació ha sofert molts canvis d'alineació, essent-ne el baixista/vocalista Tom Such Angelripper l'únic membre constant. La banda és compon actualment d'Angelripper, els guitarristes Frank Blackfire Gosdzik i Yorck Segatz, i el baterista Stefan Husky Hüskens. Juntament amb Kreator, Destruction i Tankard, Sodom ha estat referit com un dels Big Four (Quatre Grans) grups del thrash metal teutó. Mentre tres d'aquelles bandes (exceptuant-ne Tankard) van crear un so que influiria el death metal i el black metal, l'estil musical primerenc de Sodom influiria principalment a moltes bandes de black metal de finals dels anys 80 i principis dels 90.
Avui dia Sodom ha publicat quinze àlbums d'estudi, tres àlbums en viu, dos àlbums recopilatoris i set EP. Van aconseguir el seu primer èxit comercial amb el tercer àlbum d'estudi Agent Orange (1989), un dels primers àlbums de thrash metall que van entrar a la graella alemanya d'àlbums més venuts, enfilant-se a la posició 36. Sodom és un dels grups de thrash metal més venuts de tots els temps, amb més de vuit milions de discs venuts. La banda treballa actualment en un nou àlbum, previst pel 2019 o 2020.

## Història

### Formació i black metal (1981–1986)

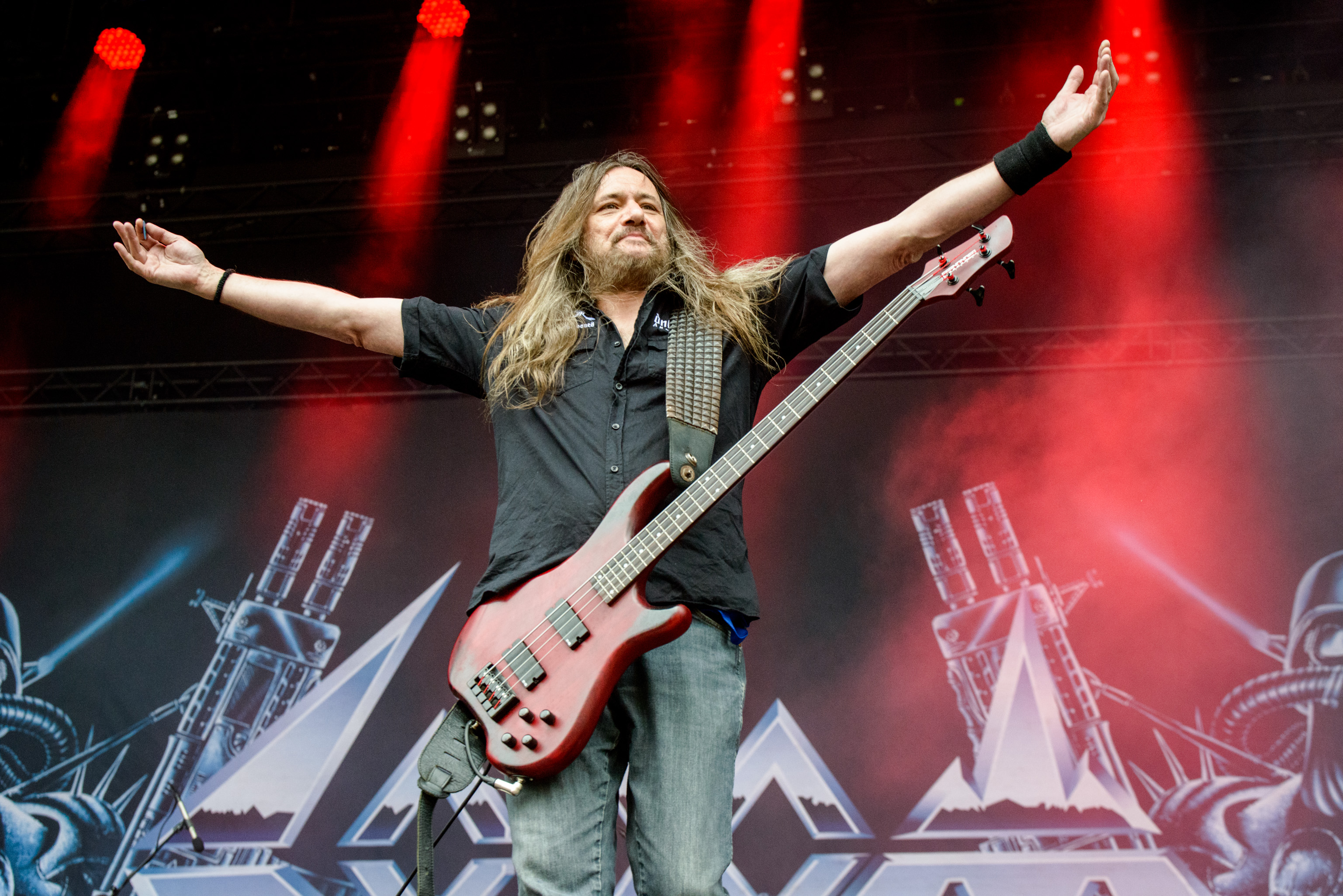
Tom Angelripper en viu el 2016

Els membres fundadors de Sodom eren Tom Angelripper, Bloody Monster, Arius Blasphemer, i Frank Testegen Agressor. Tom va fundar la banda per tal de deixar de treballar a les mines de carbó de la seva ciutat natal, Gelsenkirchen. Arius va ser acomiadat, i Chris Witchhunter Dudek es va incorporar en lloc de Bloody Monster. Inspirant-se en bandes com Iron Maiden, Judas Priest, Motörhead, Venom, Kiss, Tank, Accept, Rainbow, AC/DC i UFO, el grup va continuar com un trio a l'estil de Motörhead i va publicar dues demos, que els van menar a signar un contracte amb Steamhammer. Agressor va deixar la banda poc abans de publicar l'EP In the Sign of Evil, i va ser reemplaçat per Josef Grave Violator Dominic, qui tampoc va durar pas gaire perquè va abandonar després de l'enregistrament. Michael Destructor Wulf va ser-ne el substitut, i després la banda va enregistrar Obsessed by Cruelty, en el mateix estil black metal de In the Sign of Evil. Wulf va abandonar la banda per incorporar-se a Kreator.

### Thrash metall i popularitat creixent (1987–1990)
La valoració de Sodom a la premsa no era gaire positiva, i no passava de "un clon de Venom de segona classe amb lletres semi-enginyoses". El nou membre Frank Blackfire Gosdzik, que va substituir Wulf, va convèncer Tom que el gènere del thrash metal estava canviant, deixant enrere els temes satànics, l'horror i l'ocultisme, i que calia abraçar temes polítics, sociològics i bèl·lics. Subsegüentment, l'EP Expurse of Sodomy seria l'últim en l'antic estil. La nova inspiració va culminar en l'àlbum Persecution Mania, i van anar de gira per Europa juntament amb Whiplash, Destruction i Coroner. A la coberta de l'àlbum hi va fer aparició per primer cop la mascota de la banda, Knarrenheinz. Després de les gires de 1987 i 1988 la banda va retornar a l'estudi. El resultat va ser l'àlbum Agent Orange de 1989, que va vendre 100,000 còpies solament a Alemanya. Van rebre l'aclamació crítica mundial i es van encimbellar al primer nivell al costat de bandes com Kreator i Destruction. Per a promocionar l'àlbum, Sodom va anar de gira amb el grup Sepultura.
Tanmateix, els problemes anaven creixent en el si de la banda. Tom i Chris van enfonsar-se encara més en l'alcoholisme, mentre que Frank es va avorrir de compondre música que els seus companys sovint tocaven matusserament en viu. Mille Petrozza va oferir-li llavors a Frank tocar a la seva banda Kreator, que havia perdut el seu segon guitarrista, i Frank va acceptar-ho. Angelripper va haver de cercar-ne un substitut i va trobar Michael Hoffman, anteriorment membre de la banda alemanya de thrash Assassin.

### Canvis a la formació (1990–1996)

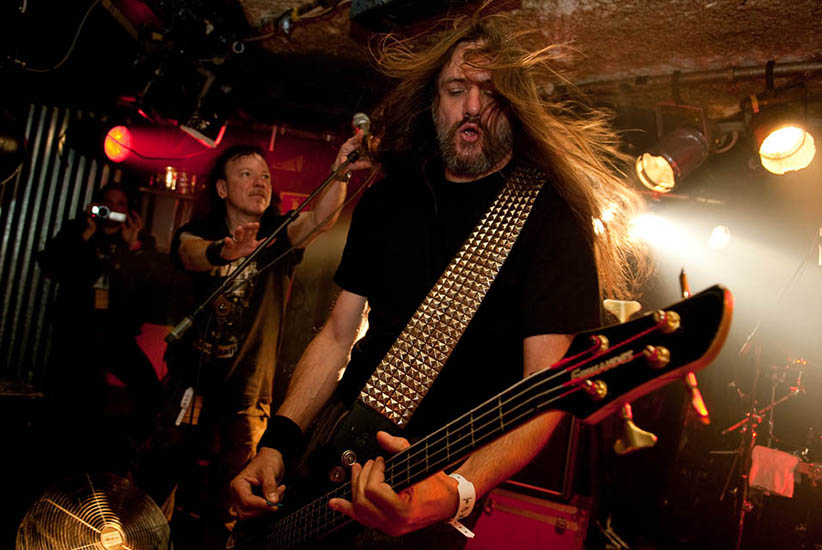
Sodom en viu al festival Hole in the Sky, el 2009

Amb aquesta alineació van publicar el 1990 l'àlbum Better Off Dead. Durant la gira sud americana tanmateix, Hoffman va decidir quedar-se a Brasil i se'n va anar. Andy Brings el va substituir i varen publicar un nou àlbum, Tapping de Vein, amb un so més proper al death metal. Aquest disc contenia també la primera cançó de la banda cantada en alemany. El bateria Witchhunter va ser expulsat i Atomic Steif, antic membre de Holy Moses i Living Death n'esdevindria el substitut.
El 15 de setembre de 1991 Sodom va tocar a Sofia, Bulgària. Va ser el primer espectacle d'una banda de metall occidental a Bulgària després de la caiguda del comunisme (l'únic esdeveniment similar havia estat l'actuació de la banda de hard rock Uriah Heep el 1987). El concert va aplegar uns 15.000 espectadors.
L'àlbum Get what you deserve va deixar de banda les influències death metal en favor del punk. Angelripper va començar també una carrera en solitari fent versions de hits alemanys i fins i tot de nadales.
L'àlbum Masquerade in Blood de 1995 va tornar a mostrar influències death metal, així com groove metal. El nou guitarrista, Strahli, tampoc va durar gaire, ja que va ser arrestat i empresonat per qüestions de drogues, i la banda no reprendre'n el contacte fins a gener de 2011, quan van assabentar-se de la seva mort a Düsseldorf. Atomic Steif també va anar-se'n i Angelripper va haver de cercar nous membres: el guitarrista Bernemann i el baterista Bobby Schottkowski. La formació romangué estable fins a desembre de 2010, quan Schottkowski se n'anà.

### Retorn al thrash metal (1997–2009)

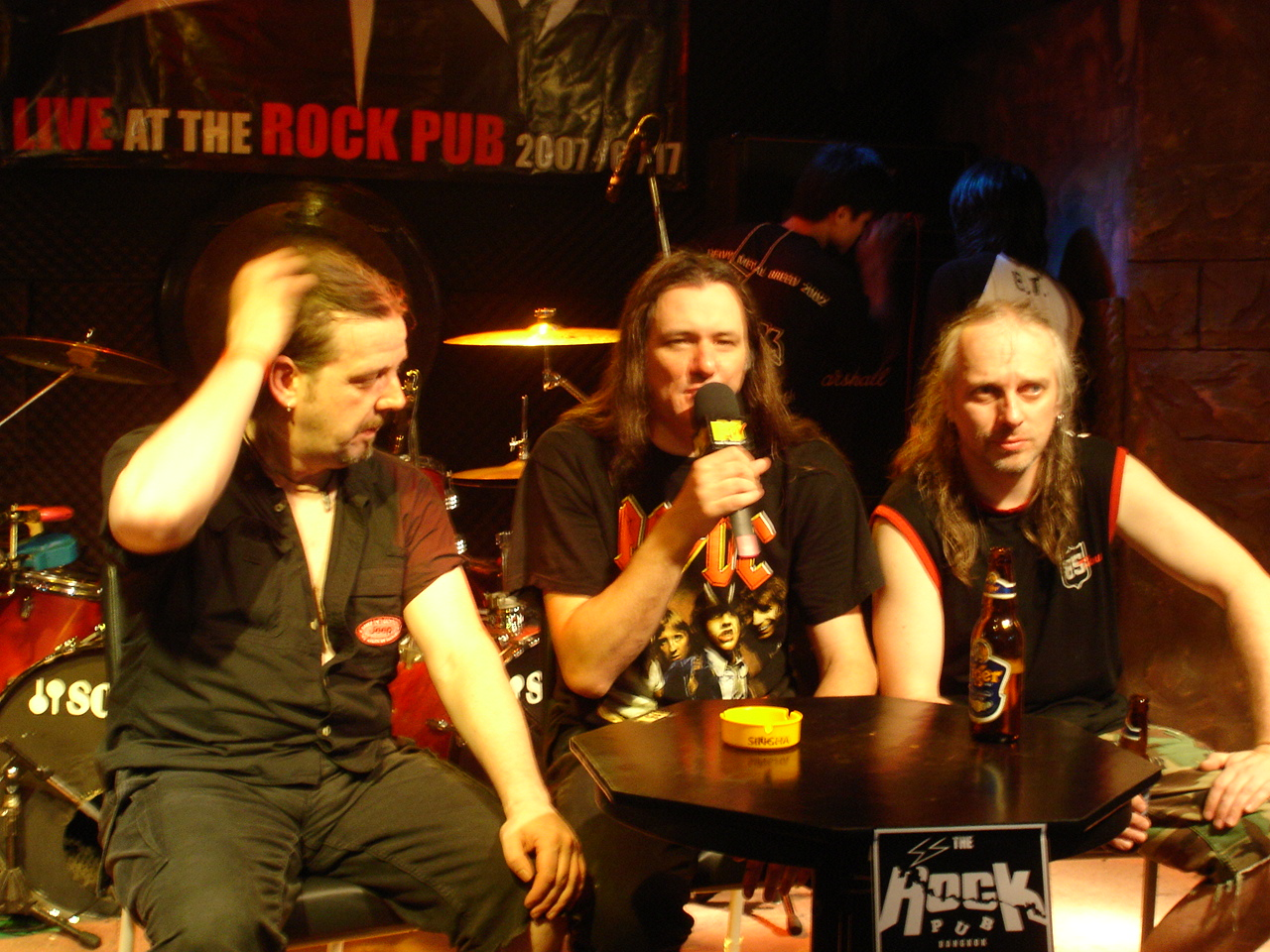
Sodom a Bangkok, Tailàndia el 2007.

L'àlbum 'Til Death Do Us Unite va significar un retorn al so thrash metal, però en l'estil thrash-crossover de bandes com Suicidal Tendencies. Contenia la polèmica cançó Fuck The Police. Després d'aquest àlbum, Sodom va retornar a l'estudi per a gravar l'àlbum Code Red publicat el 1999, amb un so thrash metal semblant al dels anys 80. L'edició limitada de l'àlbum anava acompanyada d'un disc de tribut a Sodom, Homage to the Gods. El 2001 van publicar l'àlbum conceptual M-16, inspirat en la pel·lícula Apocalypse Now.
El 2003 van publicar un àlbum doble enregistrat en viu a Bangkok, Tailàndia, de títol One Night in Bangkok. El 2006 van publicar un àlbum titulat senzillament Sodom. Aquell any la banda va celebrar el seu 25è aniversari tocant al festival Wacken Open Air. A finals de 2007 van publicar The Final Sign of Evil, una nova gravació de l'EP In the Sign of Evil i de cançons de l'època que mai es van arribar a publicar. El setembre de 2008 Chris Witchhunter va morir com a conseqüència de complicacions derivades del seu alcoholisme.

### Era MarkusMakkaFreiwald (2010-2017)
El tretzè disc de la banda In War and Pieces es va publicar a Europa el 22 de novembre de 2010, i a Nord Amèrica l'11 de gener de 2011.[11] El 30 de novembre de 2010 Bobby Schottkowski va abandonar la banda per raons privades amb Tom Angelripper.[12] El 8 de desembre de 2010 Markus Makka Freiwald es va incorporar com a nou bateria.[13]
El catorzè àlbum Epitome of Torture es va publicar el 20 d'abril de 2013.[15] El novembre de 2014 Sodom va publicar l'EP Sacred Warpath com a avançament del seu quinzè àlbum, Decision Day, publicat el 26 d'agost de 2016.[18] El primer de setembre de 2017 van publicar la compilació Demonized, únicament en format casset i vinil. Conté les dues primeres demos de la banda, Witching Metal de 1982 i Victims of Death de 1984.

### Reunió i nous membres (2017–present)
El 26 de desembre de 2017 Sodom es va reunir amb 3 dels seus antics guitarristes per a la celebració del 35è aniversari de la banda a Bochum, Alemanya: Josef Grave Violator Dominic (qui va tocar a In the Sign of Evil), Frank Blackfire Gosdzik (a Persecution Mania i Agent Orange) i Andy Brings (a Tapping the Vein i Get What You Deserve).
El 5 de gener de 2018 Angelripper va anunciar la ruptura amb Bernemann i Makka «per a aplanar el camí a nous reptes». Bernemann i Makka van dir posteriorment que havien estat expulsats via WhatsApp, sense que Angelripper hagués sentit el material que estaven preparant per al nou àlbum.[23] La banda es va completar amb el guitarrista Frank Blackfire Gosdzik, el bateria Stefan Husky Hüskens i el guitarrista Yorck Segatz. La nova formació va publicar l'EP Partisan el 23 de novembre de 2018.[24]

## Lletres i influències
En els seus inicis les lletres de Sodom tractaven temes satànics i de l'ocult, però la guerra aviat esdevindria el seu tema principal. La banda però ha negat ser militarista. En una entrevista a Metalkings.com, Tom Angelripper va dir: «Per què escrivim sobre la guerra? Perquè no volem la guerra. Volem descriure com n'és de dolenta, la guerra.» La tornada de la cançó Ausgebombt també conté un missatge molt clar: «Cap comerç amb la mort, Cap comerç amb armes, Despatxar la guerra, Aprendre del passat.»
Sodom ha influït moltes bandes i artistes com Sepultura, Cannibal Corpse, Morbid Angel, Deicide, Obituary i Mayhem entre d'altres. El guitarrista Øystein Euronymous Aarseth de la banda Mayhem va anomenar el segell discogràfic Deathlike Silence a partir d'una de les cançons de Sodom, inclosa a In the Sign of Evil.

## Discografia

### Àlbums d'estudi
- 1986: Obsessed by Cruelty
- 1987: Persecution Mania
- 1989: Agent Orange
- 1990: Better Off Dead
- 1992: Tapping the Vein
- 1994: Get What You Deserve
- 1995: Masquerade in Blood
- 1997: ’Til Death Do Us Unite
- 1999: Code Red
- 2001: M-16
- 2006: Sodom
- 2007: The Final Sign of Evil
- 2010: In War and Pieces
- 2013: Epitome of Torture
- 2016: Decision Day
- 2020: Genesis XIX

### Àlbums en viu, compilacions i videografia
- 1988: Mortal Way of Live (VHS)
- 1994: Marooned Live
- 1994: Live in der Zeche Carl (VHS)
- 1996: Ten Black Years (Grans èxits)
- 2003: One Night in Bangkok
- 2005: Lords of Depravity Pt.1 (DVD)
- 2010: Lords of Depravity Pt.2 (DVD)
- 2010: The Art of Killing Poetry (CD a la revista Metal Hammer de desembre 2010)
- 2012: 30 Years Sodomized 1982–2012 (boxset limitat a 3000 unitats)

### Demos, EP i Singles
- 1982: Witching Metal (Demo)
- 1984: Victims of Death (Demo)
- 1984: In the Sign of Evil (EP)
- 1987: Expurse of Sodomy (EP)
- 1989: Ausgebombt (Single)
- 1991: The Saw Is the Law (Single)
- 1993: Aber bitte mit Sahne (EP)
- 2012: The Big Teutonic 4 (Split-EP juntament amb Kreator, Destruction i Tankard)
- 2014: Sacred Warpath (EP)
- 2015: The Big Teutonic 4 – Part II (Split-EP juntament MB Kreator, Destruction i Tankard)
- 2016: Inside My Crosshairs/Warmongers (Split-7″ juntament amb Running Wild)
- 2018: Partisan (EP)